# به وو هی
به وو هی (کره‌ای: 배우희؛ زادهٔ ۲۱ نوامبر ۱۹۹۱) که به طور حرفه‌ای با نام ووهی شناخته می‌شود، خواننده و بازیگر اهل کره جنوبی است.
او تا اوایل سال ۲۰۱۷ عضو گروه دال شابت بود.